# Гастейер, Ана
Ана Гастейер (англ. Ana Gasteyer, род. 4 мая 1967) — американская актриса театра, кино и телевидения, комедиантка. Известна по своему постоянному участию в шоу Saturday Night Live с 1996 по 2002 год и как исполнитель роли Шейлы Шей в ситкоме «Пригород» (2011—2014).

## Биография
Ана Гастейер родилась в Вашингтоне, округ Колумбия. Её мать была художником, а отец мэром Корралеса, Нью-Мексико. Она окончила «Северо-западный университет».
Гастейер выступала с труппой «The Groundlings», в которой также начинали свой путь ставшие впоследствии весьма успешными комиками Мелисса Маккарти, Дженнифер Кулидж, Конан О'Брайен, Лиза Кудроу и т. д. Прежде чем она получила известность в шоу «Субботним вечером в прямом эфире», она имела малые роли в таких ситкомах, как «Сайнфелд».
После шести сезонов в шоу «Субботним вечером в прямом эфире», она покинула его в 2002 году ради других проектов. Гастейер по большей части работала в театре, в частности, выступала на Бродвее. Она появилась с характерными ролями в фильмах «Что могло быть хуже?», «Дрянные девчонки», «Женщины» и т. д. Она также появилась в телесериалах «Журнал мод», «Фрейзер», «Чак» и «Хорошая жена».
В 2010 году она кратко вернулась в «Saturday Night Live», появившись в выпуске с Бетти Уайт. С 2011 по 2014 год она снималась в ситкоме «Пригород».
В 1996 году Гастейер вышла замуж за Чарльза Маккиттрика. У них двое детей, дочь и сын.